# Tegomass
Tegomass (テゴマス, Tegomasu) är en j-popduo bestående av Tegoshi Yuya och Masuda Takahisa. De är båda kända japanska artister och medlemmar i gruppen NEWS tillhörande Johnny's Jimusho, en av Japans största idolagenturer. Duons namn är en sammanslagning av Tegoshi och Masuda.
Den 15 november 2006 släppte de singeln Miso Soup exklusivt i Sverige och hade även ett fanevent och ett releaseparty den 15 november på Spy Bar i Stockholm. Singeln lyckades ta sig upp på 12:e plats på den svenska hitlistan. Den 20 december samma år släpptes en japansk version av singeln. Den 16 maj 2007 släpptes deras andra singel Kiss~ Kaerimichi no Love Song. 2008 släpptes den tredje singeln; Tanabata Matsuri som sålde 80000 exemplar. Den blev i efterhand känd i Sverige då Hasse Anderssons bidrag Guld och gröna skogar i Melodifestivalen 2015 ansågs av många vara ett plagiat av Tegomass hit, och med samma låtskrivare. 

## Diskografi

### Singlar
| Utgivningsdatum  | Titel                              | Innehåll | Oricon Chart: Listplacering |
| ---------------- | ---------------------------------- | --- | --------------------------- |
| 15 november 2006 | Miso Soup (Swedish Edition)        | 1. Miso Soup (English Lyrics) 2. Miso Soup (Karaoke) | —                           |
| 20 december 2006 | Miso Soup (Japanese Edition)       | 1. Miso Soup 2. Hajimete No Asa 3. Chocolate 4. Sunadokei 5. Miso Soup (Original Karaoke)                                                                              | 1                           |
| 16 maj 2007      | Kiss ~Kaerimichi no Love Song      | 1. Kiss - Kaerimichi no Love Song 2. Kimi + Boku = Love? 3. Marui Chikara 4. Kibou no Hikari wo Kokoro ni Tomosou 5. Kiss - Kaerimichi no Love Song (Original Karaoke) | 2                           |
| 18 juni 2008     | Ai Ai Gasa                         | 1. Ai Ai Gasa 2. Bokura no Uta 3. Moshimo Boku ga Pochi Dattara... 4. Boku no Cinderella 5. Ai Ai Gasa (Original Karaoke)                                              | 1                           |
| 8 juli 2009      | Tanabata Matsuri                   | 1. Tanabata Matsuri 2. Hanamuke (Farewell Gift) 3. Boku rashiku (To Be How I Am) 4. Owaranaide (Don’t End It) 5. Tanabata Matsuri (Original Karaoke)                   | 1                           |
| 8 juli 2009      | Tanabata Matsuri (Swedish Version) | 1. Tanabata Matsuri 2. Tadaima Okaeri 3. La La Sakura | —                           |
| 16 februari 2011 | Aoi Bench                          | 1. Aoi Bench 2. Aoi Bench (Acoustic Ver.) 3. Sotsugyō Album 4. Aoi Bench (Original Karaoke)                                                                            | 2                           |

### Album

#### Studioalbum
| Album-nr | Albuminformation                        | Innehåll | Sålda exemplar |
| -------- | --------------------------------------- | --- | -------------- |
| 1        | Tegomasu no Uta - Utgiven: 15 juli 2009 | 1. ミソスープ 2. キッス～帰り道のラブソング～ 3. たったひとつだけ 4. 夏への扉 5. What's going on? 6. くしゃみ 7. サヨナラ僕の街 8. HIGHWAY 9. POWER OF EARTH 10. 四季彩 11. 片想いの小さな恋 12. アイアイ傘 13. 雨のち晴れ (Regular Version Only) 14. チキンボーイ (Regular Version Only) | 1              |
| 2        | Tegomasu no Ai - Utgiven: 21 april 2010 | 1. Neiro 2. Moshimo kono sekai kara OO ga nakunattara 3. Bokura no sora 4. Pasta 5. Cheetah, Gorilla, Orangutan 6. Yoru wa hoshi wo nagameteokure | 2              |